# Katie Fforde: Láska přichází v létě
Katie Fforde: Láska přichází v létě (německy Katie Fforde: Sommer der Wahrheit) je německý romantický film z roku 2012 režírovaný Helmutem Metzgerem.

## Děj
Suzan má manžela Richarda a syna Jimiho. Protože na sebe nemají příliš mnoho času, stěhují se z New Yorku do Woodstocku, kde Richard převezme lékařskou praxi. Pro příjezdu ale Susan zjistí, že ve městě žije také Lucas, se kterým byla Susan Richardovi nevěrná a který je biologickým otcem Jimiho, což je Susanino tajemství. Lucas pracuje ve škole, kterou navštěvuje Jimi a protože mu je Jimi podobný, zajímá se o to, kdo Jimi vlastně je a snaží se s ním sblížit.
Jednoho dne Jimi přijde k Lucasovi domů a zjistí, že Lucas má v počítači fotografie Jimiho rodiny. Lucas mu musí vysvětlit proč. Když se Jimi dozví pravdu, uteče. Lucas spěchá za Susan a Richardem a oznámí jim, že Jimi utekl, protože mu Lucas řekl pravdu. Susan se od Jimiho kamarádky dozví, že spolu mají tajné místo u hippiesáckého mikrobusu. Lucas s Richardem se tam v Lucasově autě vydají a opravdu tam Jimiho najdou. Richard vezme Jimiho domů, ale Jimi nechce jet v Lucasově autě, tak se rozhdou jít pěšky. Když se dostanou na silnici, zastaví jim auto.
Doma Susan Richardovi a Jimimu vysvětluje, co se tehdy stalo a že se bála to přiznat. Jimi chce být sám a odejde do svého pokoje, Richard jde po chvíli za ním. Jimi se bojí, že se Richard chce poté, co se dozvěděl, že mu Susan byla nevěrná, se Susan rozvést, ale Richard ho přesvědčí, že se rozvádět nechce, že Jimi je pořád jeho syn a že to, co se stalo, není jenom Susanina chyba, ale svůj podíl na tom má i Richard.
Druhý den Richard Susan řekne, že jí po tom, co se spolu pohádali, Lucas u nich doma hledal a že Richard Lucasovi řekl, že tam žádná Susan nebydlí.

## Obsazení
| Carolina Vera        | Susan Bishopová               |
| Thomas Heinze        | Richard Bishop                |
| Maurice Walter       | Jimi Bishop                   |
| Siegfried Terpoorten | Lucas Summer                  |
| Eleonore Weisgerber  | Fiona Summerová               |
| Walter Kreye         | Max Conrad                    |
| Franziska Sztavjanik | Phillis Upright               |
| Mia Caress           | paní Dawsonová                |
| Indigo Pavlov        | Alice                         |
| Brad Thomason        | Fisher                        |
| Dave Dyshuk          | muž před kavárnou             |
| Frank L. Goodyear    | majitel kavárny, muž na ulici |